# مركز البنك الأول
مركز البنك الأول (بالإنجليزية: 1stBank Center)‏ هي ساحة متعددة الأغراض تقع على بعد 15 ميلاً شمال غرب وسط مدينة دنفر، في مدينة بلومفيلد.